# Gwizdały
Gwizdały – wieś w Polsce położona w województwie mazowieckim, w powiecie węgrowskim, w gminie Łochów. Ma status sołectwa.
Przez miejscowość przebiega droga krajowa nr 62.
Wieś królewska położona była w drugiej połowie XVI wieku w powiecie kamienieckim ziemi nurskiej województwa mazowieckiego. W latach 1954–1968 wieś należała i była siedzibą władz gromady Gwizdały, po jej zniesieniu w gromadzie Kamieńczyk. W latach 1975–1998 miejscowość administracyjnie należała do województwa siedleckiego.
Wieś jest siedzibą  rzymskokatolickiej parafii Matki Bożej Częstochowskiej.

## Części wsi
| SIMC    | Nazwa     | Rodzaj    |
| ------- | --------- | --------- |
| 0678802 | Brzeźniak | część wsi |
| 0678819 | Góry      | część wsi |
| 0678825 | Jaworówek | część wsi |

## Muzeum Gwizdka
W Zespole Szkół znajduje się Muzeum Gwizdka. Jego zbiory pochodzą od warszawskiego lekarza, Witolda Tchórzewskiego, który w kwietniu 1999 roku złożył dyrekcji szkoły propozycję przekazania gwizdków, które leżały w jego piwnicy. Propozycja została przyjęta i obecnie w muzeum można oglądać gwizdki milicyjne, blaszane, drewniane, odpustowe koguciki z gliny i te zwyczajne od czajników. Zbiór ciągle się powiększa, gdyż ludzie donoszą kolejne eksponaty.

## Parafia Matki Bożej Częstochowskiej
W 1992 w Gwizdałach powstała kaplica filialna parafii w Kamieńczyku. Została zbudowana z inicjatywy wiernych i proboszcza ks. Janusza Godzisza. Jesienią 1996 poświęcił ją bp Kazimierz Romaniuk. 
22 czerwca 1997 utworzono ośrodek duszpasterski a 1 lipca 1998 ks. bp Kazimierz Romaniuk ustanowił w Gwizdałach samodzielną parafię. W tym samym roku wybudowano plebanię i ogrodzono teren. Wiosną 2009 rozpoczęto kapitalny remont świątyni: demontaż sidingu, wymiana okien, ocieplenie zewnętrzne.
Od 1 grudnia 2013 parafię prowadzą kapłani ze Zgromadzenia Najświętszych Serc Jezusa i Maryi oraz Wieczystej Adoracji Najświętszego Sakramentu Ołtarza (SSCC) czyli tzw. Sercanie biali.
Do parafii należą następujące miejscowości: Gwizdały, Kaczeniec, Kaliska, Łazy i Pogorzelec. Parafia posiada kaplicę w Kaliskach. Liczba parafian: 1150 osób.
Parafia zarządza powstałym w 2001 roku, cmentarzem parafialnym w Gwizdałach.

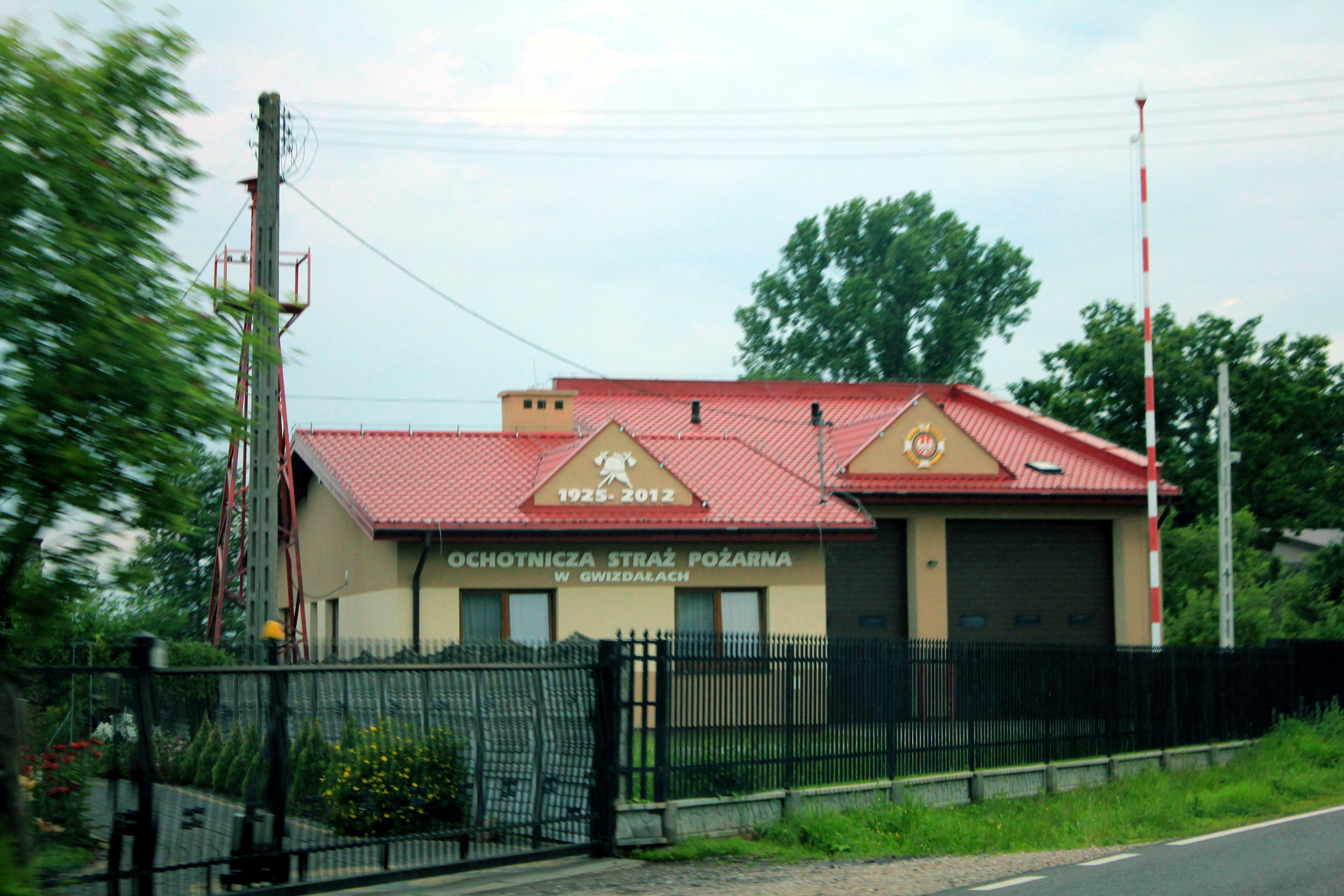
Budynek OSP w Gwizdałach

### Proboszczowie
- ks. Grzegorz Rowicki 1997-2001
- ks. Andrzej Rusinowski 2001-2009
- ks. Przemysław Ludwiczak 2009
- ks. Eugeniusz Leda 2009-2013
- O. Rafał Kapała SSCC 2013-

### Wikariusze
- O. Marek Kosendiak SSCC 2014-

## Urodzeni w Gwizdałach
- Stanisław Jerzy Sędziak